# Liste des cours d'eau de la Hongrie
Cet article présente la liste des cours d'eau de Hongrie.
- Berettyó
- Bodrog
- Bodva
- Crasna
- Sebes-Körös
- Fehér-Körös
- Fekete-Körös
- Danube
- Drava
- Hornád
- Ier
- Ipoly
- Kereš
- Körös
- Leitha
- Mur
- Mureş
- Ördög-árok
- Pinka
- Plazović
- Raab
- Rákos-patak
- Sajó
- Séd
- Sió
- Someş
- Sugovica
- Szinva
- Tisza
- Tur
- Válicka
- Zagyva
- Zala